# Belägringen av Kalmar
Belägringen av Kalmar ägde rum 1611 under Kalmarkriget och utgjorde den största delen av en intensiv konflikt mellan Danmark-Norge och Sverige om herraväldet över den strategiskt viktiga staden Kalmar och dess slott. Kalmar var i århundraden, i strategiskt perspektiv, ansett som "nyckeln till Sverige". Det land som behärskade staden med den befästa borgen skulle härska över Kalmarsund och ha fri tillgång norrut längs den svenska östkusten mot Stockholm. Från denna sydliga stödpunkt i Sverige kunde ett infall mot danskt territorium på land och anfall från sjöss med den svenska flottan vara möjligt.
Under sommaren samma år skedde slaget vid Kalmar.